# Proyecto Cocaína
El Proyecto Cocaína de la Organización Mundial de la Salud (OMS) y el Instituto Interregional de las Naciones Unidas para la Investigación de la Delincuencia y la Justicia (UNICRI) es el mayor estudio a escala global sobre el uso de la cocaína y otros derivados de las hojas de las plantas de la coca (Erythroxylum coca y Erythroxylum novogranatense). El estudio se realizó de 1992 a 1994 en 22 ciudades de 19 países alrededor del mundo, entre ellas Nueva York, El Cairo, Sídney y Lagos.
En marzo de 1995 se lanzó un dosier de prensa en donde se resumieron los aspectos destacados, la metodología utilizada, y las conclusiones y recomendaciones. Dentro del dosier se señalaba que «los problemas de salud derivados del uso de sustancias legales, en particular el alcohol y el tabaco, son mayores que los problemas de salud derivados del consumo de cocaína» y que «los enfoques que enfatizan demasiado las medidas punitivas de control de drogas en realidad pueden contribuir al desarrollo de problemas relacionados con la salud».
En la reunión n.° 48 de la Asamblea Mundial de la Salud de la OMS llevada a cabo del 1 al 12 de mayo de 1995, el Gobierno de Estados Unidos a través de su representante, Neil Boyer, se mostró preocupado por las conclusiones solicitando al «Director General que le garantizara que la OMS se desvincularía de las conclusiones del estudio y que, en las actividades de abuso de sustancias, no se adoptaría un enfoque que pudiera utilizarse para justificar la producción continua de coca».
El estudio fue obtenido por el Transnational Institute y publicado el 14 de junio de 2009.

## Objetivos
El objetivo del estudio fue recoger información acerca del uso de cocaína y otros derivados de la hoja de coca, quienes los usan, cuáles son los efectos en los usuarios y sus comunidades, y cómo responden los gobiernos a través de sus políticas y estrategias ante el problema de la cocaína.

## Países participantes
Los países que participaron en el estudio global se clasificaron en 4 tipos:
- Tipo I.- Países donde se cultiva coca o se procesan productos de la coca y que ahora tienen problemas relacionados con la cocaína: Bolivia, Brasil, Colombia, Ecuador, Perú;
- Tipo II.- Países donde no se cultiva que presentan un número significativo de usuarios de cocaína y los problemas relacionados: Canadá, México, EE. UU.;
- Tipo III.- Países en los que el uso de la cocaína y sus problemas relacionados no están muy extendidos, pero que son motivo de creciente publicación: Australia, Italia, Países Bajos, España, Suecia;
- Tipo IV.- Países en los que el uso de cocaína no representa un problema importante: Egipto, Maldivas, Nigeria, Corea del Sur, Federación de Zimbabue.

## Aspectos destacados
Dentro de los aspectos destacados del estudio se encuentran los siguientes:
- El uso de hojas de coca no parece tener ningún efecto negativo a la salud, tiene efectos positivos medicinales y cumple funciones sociales y sagradas para las poblaciones originarias de los Andes.[11]

## Conclusiones
Sobre los patrones de consumo, se establece que:

Una de las conclusiones más evidentes del proyecto Cocaína de la OMS y el UNICRI es que es imposible describir a un «usuario medio de cocaína». El estudio encontró una gran variedad en lo que se refiere al tipo de persona que usa cocaína, la cantidad de droga usada, la frecuencia de uso, la duración y la intensidad del uso, y los motivos que inducen al uso. A pesar de ello, en los países participantes se observaron tres patrones generales de uso:

1. La inhalación de clorhidrato de cocaína es, con mucho, el uso más popular de los productos de la coca en todo el mundo. La mayoría de países y centros participantes no documentaron problemas significativos relacionados con la cocaína entre este grupo de usuarios.

1. El hábito de fumar pasta de coca y crack, y la inyección de clorhidrato de cocaína representan comportamientos minoritarios en los países estudiados, y suelen darse entre desempleados, personas sin techo, sectores pobres y otros grupos minoritarios y marginados socialmente, como trabajadores sexuales y jóvenes de la calle. Los usuarios de estos productos de la coca suelen verse como personas degeneradas moralmente y como delincuentes.

1. El último patrón es el uso tradicional de hojas de coca entre algunos pueblos indígenas de la Argentina, Bolivia, norte de Chile, Ecuador y el Perú, así como entre algunos grupos del Brasil y Colombia. El consumo de la hoja de coca forma parte integral de la tradición cultural andina y su cosmovisión. Para la mayoría de usuarios, la hoja de coca sigue teniendo un carácter sagrado. Aumentar la energía está entre sus usos principales y tiene funciones terapéuticas, sagradas y sociales.

Paquete Informativo sobre el Proyecto Cocaína OMS/UNICRI (1995)